# Шарл II (херцог дьо Бери)
Шарл II Френски (Шарл де Валоа) (* 26 декември 1446, Тур; † 24 май 1472, Бордо) е френски принц от династията Валоа, херцог дьо Бери (1461 – 1465), Нормандия (1465 – 1466) и на Гиена (1469 – 1472). Наследник на кралския престол (1461 – 1466, 1466 – 1470)

## Живот
Той е петият син на френския крал Карл VII Валоа от брака му с Мария Анжуйска. По-малък брат е на краля на Франция Луи XI Валоа (1461 – 1482). Роден е в град Тур, столицата на Турен.
През 1461 г. след смъртта на баща си, краля на Франция Карл VII Валоа, и възкачването на кралския трон на неговия по-голям брат на Луи XI, 14-годишният Шарл получава в апанаж (наследствена собственост) Херцогство Бери. Шарл Валоа, херцог Бери, претендира за кралския трон и води битка със своя по-голям брат, френския крал Луи XI. Основната цел на политиката на Луи е обединяването на всички френски земи под кралската върховна власт. Постигането на тази цел е невъзможно без победа над херцога на Бордо и могъщите от първенци на династията Валоа. Първите опити на Луи да засили своето величие се сблъскват с упорита съпротива на принцове.
През пролетта на 1465 г. големите френски феодали, недоволни от централизаторската политика на Луи XI, решават да обединят силите си за борба срещу краля на Франция. През май 1465 година упълномощени представители на всички важни феодални владетели на страната се срещнат в Париж и влизат в съюз, наречен „Лигата на общественото благо“. В състава на Лигата влизат Карл Смели, граф Шароле, херцог Шарл дьо Бери, херцог Франсоа II Бретонски, херцог Жан II д'Алансон, херцог Жан II дьо Бурбон, Жан II Лотарингски, херцог на Жак дьо Немур, граф Жан V д'Арманяк, Луи дьо Люксембург, граф дьо Сен Пол, граф Жан дьо Дюноа и сеньор Карл II д'Албре. Херцог Карл Бери, по-малък брат на Луи XI, е обявен за водач на Лигата.
На 16 юли 1465 г. в битката при Монлери френската армия под предводителството на Луи XI е разбита от бургундските войски под командването на Карл Смели. Луи се връща в Корбел, а оттам пристига в Париж. Скоро войските на принцовете приближават Париж и обсаждат френската столица. В края на октомври 1465 година, кралят на Франция е принуден да сключи мирен договор с метежните принцове в Конфлан. Шарл Бери получава във владение Нормандия. На Карл Смели са предадени френските градове по течението на река Сома. Другите участници в Лигата също получават много земи, права и големи постове.
През април 1469 година Карл Бери се срещна с краля на Франция, който в замяна на Шампан, му предава във владение на Херцогство Гиена. В същото време, херцог Шарл Гиенски решава да се ожени за Мария Бургундска, единствената дъщеря и наследница на херцог Карл Смели. Луи XI отказа да подкрепи женитбата на своя малък брат за Мария Бургундска. Папа Павел II, под влияние на краля, отказва да даде съгласието си за брака на Шарл Гиенски с Мария Бургундска заради техните близки родствени връзки.
На 24 май 1472 г. 25-годишният херцог Шарл Гиенски внезапно почива в Бордо от туберкулоза или венерическа болест. След смъртта на бездетния по-малък брат на краля на Франция, Луи XI присъединява Гиена и Поату към кралския домейн.
Шарл дьо Валоа не е женен и не оставя законно потомство. От извънбрачна връзка с Никол дьо Шамбре той има две дъщери.